# Мясоедов, Николай Фёдорович
Никола́й Фёдорович Мясое́дов (род. 31 октября 1936, Курск) — советский и российский специалист в области биоорганической химии и биотехнологии. Действительный член РАН с 22 мая 2003 года по Отделению физико-химической биологии. Заместитель директора по научной работе и заведующий отделом химии физиологически активных веществ в Институте молекулярной генетики. Заслуженный изобретатель РСФСР (1990). Брат академика Б. Ф. Мясоедова.
Имеет более 1000 цитирований на работы, опубликованные после 1975 года. Индекс Хирша — 18.

## Биография
В 1960 году окончил инженерный физико-химический факультет Московского химико-технологического института имени Д. И. Менделеева по специальности «разделение и применение изотопов» (кафедра технологии изотопов и водородной энергетики). С 1972 года возглавлял биологический отдел Института атомной энергии, а позже — лабораторию изотопного обмена и отдел химии физиологически активных веществ в Институте молекулярной генетики. С 1978 года занимает должность заместителя директора института.
В 1997 году избран членом-корреспондентом РАН, академик РАН с 2003 года.
Член редколлегий журналов «Молекулярная генетика, микробиология и вирусология», «Радиохимия», «Journal of labelled compounds and radiopharmaceuticals». Член международного редакционного совета журнала «Биоорганическая химия» (Russian Journal of Bioorganic Chemistry).

## Научные достижения
Соaвтор свыше 360 научных работ, в том числе 2 монографий, более 150 авторских свидетельств и патентов на изобретения РФ, а также 4 зарубежных патентов  (США, Англия, Франция, Швеция).
Под руководством Н. Ф. Мясоедова защищено 18 кандидатских и 6 докторских диссертаций.

## Награды
- Лауреат Государственной премии СССР 1983 года за работу «Разработка и освоение производства меченых тритием соединений для физико-химической биологии и биотехнологии».
- Лауреат премии Правительства РФ в области науки и техники 2001 года за работу «Разработка, организация производства и внедрение в практику нового лекарственного препарата Семакс-0,1 % раствор».
- Награждён орденом Знак Почёта (1974 и ?) (дважды), орденом Почёта (2008) и медалью ордена «За заслуги перед Отечеством» I (2016) и II степени (1999)[2].
- Заслуженный изобретатель РСФСР (1990).
- Лауреат премии РАН имени Ю. А. Овчинникова 2015 года за цикл работ «Структурно-функциональные исследования пептидов с целью создания новых пептидных лекарственных препаратов».